# Raphaela Vogel

Raphaela Vogel (2018)

Raphaela Vogel (* 1988 in Nürnberg) ist eine deutsche Künstlerin, die vor allem für ihre raumgreifenden Installationen sowie ihre skulptural eingebetteten Ton- und Videocollagen bekannt ist.

## Leben
Raphaela Vogel studierte im Zeitraum von 2009 bis 2012 an der Akademie der Bildenden Künste in Nürnberg bei Peter Angermann und Michael Hakimi sowie von 2011 bis 2014 an der Städelschule in Frankfurt am Main bei Simon Starling und Peter Fischli. Von 2014 bis 2016 war sie Teilnehmerin des Postgraduiertenprogramms „De Ateliers“ in Amsterdam. 2019 übernahm sie eine Vertretungsprofessur an der Staatlichen Akademie der Bildenden Kunst Karlsruhe. 2023–2024 übernahm sie eine Vertretungsprofessur an der Akademie der Bildenden Künste München.

## Werk
In Vogels künstlerischen Arbeiten werden architektonische Strukturen sowohl an die Grenzen ihrer physischen Belastbarkeit gebracht („In festen Händen“) wie auch installativ mit und durch die Poesie großer Gesten und Gebärden, das heißt unter anderem durch Monumentalskulpturen, auf ihre Tragfähigkeit getestet („Isolator“).
Ein thematisches Panorama, das sich existenziellen, politischen wie mondänen Sujets nicht verschließt, wird von Vogel aber nicht nur in dramatischen, sondern auch in stark humorvollen Szenarios entfaltet, bei dem Methoden und Techniken aus nahezu allen Disziplinen zeitgenössischer Kunst zum Einsatz kommen (Video, Sound, Installation, Skulptur und Malerei).
Dabei arbeitet die Künstlerin sowohl mit gefundenen und oft unter großen Aufwand anverwandelten Ready-mades wie sie selbst gestalterisch, bildhauerisch, malend und vor allem als Darstellerin verschiedener Persona in ihren Videos aktiv ist.
Neben den gefundenen Objekten (wie z. B. Dinosaurier, Urinale, Puppen) nutzt die Künstlerin auch unterschiedliche digitale Technologien (wie z. B. Drohnen, Action-Kameras, Beamer, Scanner) sowie diverse Materialien (wie z. B. Stahlgerüste, Tierhäute/-felle, Plastik/Polyurethan). So entstehen groteske Szenerien, die mal düster, mal träumerisch anmuten. Es sind fragmentarische Erzählungen, die zur Identifikation einladen, dieses Angebot aber im selben Moment gleich wieder entziehen: ein reiches Wechselspiel aus Verführung und Verweigerung, das vielseitige Lesarten zulässt.

## Ausstellungen (Auswahl)

### Einzelausstellungen
- 2015: Raphaela und der große Kunstverein, Bonner Kunstverein, Bonn
- 2016: She Shah, Westfälischer Kunstverein, Münster[2]
- 2017: Abbruch Korrektur Hilfe Bestätigung, Volksbühne am Rosa-Luxemburg-Platz, Berlin
- 2018: Son Of A Witch, Berlinische Galerie, Berlin
- 2018: Il Mondo In Cui Vivo, Leopold-Hoesch-Museum, Düren
- 2018: Ultranackt, Kunsthalle Basel, Basel
- 2018: Gipsy King Kong, Kunstpalais Erlangen, Erlangen
- 2018: Hasi Hang, Goethe-Institut, Shanghai
- 2019: Bellend bin ich aufgewacht, Kunsthaus Bregenz, Bregenz
- 2019: A Woman’s Sportscar, Haus der Kunst, München
- 2020: Uterusland, Neues Museum Nürnberg, Nürnberg
- 2021: My Appropriation of Her Holy Hollowness, Le Confort Moderne, Poitiers
- 2021: Mucksmäuschenmusik, Kleiner Wasserspeicher, Berlin
- 2023: KRAAAN, De Pont Museum, Tilburg
- 2024: In the Expanded Penalty Box: Did You Happen to See the Most Beautiful Fox?, Petzel Gallery, New York
- 2024: Found Subject, Heidelberger Kunstverein, Heidelberg
- 2024: International Comparison, Centre d'art contemporain - la synagogue de Delme, Delme
- 2024: Die Dressur des Raumes: Zikkurat der toten Winkel, Kunsthalle Gießen, Gießen
- 2025: No tengo preguntas, solo respuestas, Museo Rufino Tamayo, Mexiko-Stadt

### Gruppenausstellungen
- 2012: In The Future 15 People Will Be Famous, Neues Museum Nürnberg, Nürnberg
- 2014: Collision 50%, Einraumhaus, Mannheim
- 2015: Touch, Agora Collective/Vorspiel Transmediale 2015, Haus der Kulturen der Welt, Berlin
- 2016: Kristalle im Beton, Skulpturenmuseum Glaskasten, Marl
- 2016: Wrap Around The Time, Nam June Paik Art Center, Gyeonggi-Do, Korea
- 2017: Apocalyps, Art Chapel, Amsterdam
- 2017: Mother’s Tongue And Father’s Mouth, unttld contemporary, Wien
- 2017: Produktion. Made In Germany Drei, Kunstverein Hannover, Kestnergesellschaft, Sprengel Museum Hannover, Hannover
- 2017: Apparat Kunstverein Braunschweig, Braunschweig
- 2017: Essex Street, N.Y.
- 2017: Radicale Sociale Animale Talen, Cobra Museum of Modern Art, Amsterdam
- 2017: Hütti, MINI/Goethe-Institut, Curatorial Residencies Ludlow 38, N.Y.
- 2018: Insane In The Membrane, Philara, Düsseldorf
- 2018: Pissing In A River. Again!, Kunstraum Kreuzberg/Bethanien, Berlin
- 2019: Affektive Allianzen, Herzoglicher Kunstbesitz Sachsen-Coburg und Gotha Schloss Callenberg, Coburg
- 2019: Magic Media – Media Magic. Videokunst seit den 1970er Jahren aus dem Archiv Wulf Herzogenrath, Akademie der Künste Berlin, Berlin
- 2019. Algorithmic Rituals II – Ancient and Newborn Intelligences, Ein szenischer Parcours von Markus Selg, Freiraum in der Box, Berlin
- 2019: Game Of Drones. Von unbemannten Flugobjekten, Zeppelin Museum Friedrichshafen, Friedrichshafen
- 2019: The Violence Of Gender, Tai Kwun Contemporary, Hongkong
- 2019: Straying From The Line, Schinkel Pavillon, Berlin
- 2019: Jeunes Artistes en Europe – Les Métamorphoses, Fondation Cartier, Paris
- 2020: Kunstpreis der Böttcherstraße in Bremen, Kunsthalle Bremen, Bremen
- 2020: State Of The Arts. Die Verschmelzung der Künste, Bundeskunsthalle Bonn, Bonn
- 2020: Mythologies – The Beginning and End of Civilizations, ARoS Aarhus Kunstmuseum, Aarhus
- 2021: Beaufort 21, Beaufort Triennial, Flanders[3]
- 2021: Carnivalesca – Was Malerei sein könnte, Kunstverein Hamburg, Hamburg
- 2022: BIENNALE ARTE 2022: The Milk of Dreams, Venedig Biennale, Venedig
- 2022: Welt aus den Fugen, Kunst Museum Winterthur, Winterthur
- 2023: My Last Will, Kunstsammlungen am Theaterplatz, Chemnitz
- 2023: Das große Metzeln, Kunsthalle Trier, Trier
- 2023: The Dream of the Butterfly, Centre d’art contemporain Genève, Geneva
- 2023: Der Pinkelnde Tod or What the Dead Do, Kunstverein Bielefeld, Bielefeld
- 2023: INNENWELTEN. Sigmund Freud und die Kunst, Kunsthalle Tübingen, Tübingen
- 2024: My Last Will, Casino Luxembourg – Forum d’Art Contemporain, Luxembourg
- 2024: Das Bild ist, was es tut, Sprengel Museum Hannover, Hannover

## Auszeichnungen und Stipendien
- Günter-Peill-Foundation, Düren (2016–2018)
- Columbus Award for Contemporary Art in coop. w/ ADKV (2015)
- de Ateliers, Amsterdam (2014–2016)
- Stylepark Award, Städelschule, Frankfurt am Main (2014)
- Studienstiftung des Deutschen Volkes, Bonn (2012–2014)